# غزال هيوجلين
غزال هيوغلين (الاسم العلمي: Eudorcas tilonura) يعرف أيضًا باسم الغزال الإريتري، هو نوع من الغزلان يوجد شرق نهر النيل في إريتريا وإثيوبيا والسودان. كان يصنف من قبل بعض العلماء في الماضي على أنه أحد أنواع الغزال أحمر الجبهة أو نظير لغزال طومسون. يبلغ طول هذا الغزال الصغير حتى الكتف 67 سنتيمتر (26 بوصة) تقريبًا ويزن ما بين 15 و 35 كيلوغرام (33 و77 رطل). له فرو بني ضارب إلى الحمرة مع شريط مائل إلى الحمرة الداكنة عند الخاصرة، أما الأجزاء السفلية والأرداف فلونها أبيض. يبلغ طول القرون في كلا الجنسين من 15-35 سنتيمتر (5.9-13.8 بوصة).